# 賽菲羅斯
賽菲羅斯（日语：リバース・セフィロス）是一位在史克威爾（現為史克威爾艾尼克斯）的電子遊戲《最終幻想VII》中的虛構角色。角色設計由野村哲也構思和設計，設定作為遊戲主角克勞德·史特萊夫所面對的敵對勢力。外貌特徵為高大且一頭銀色長髮的黑衣男子，並持著長度驚人的愛刀「正宗」。語音部分在日文版由声优森川智之演出，英語為喬治·紐伯恩（George Newbern），在《王國之心》系列則皆為蘭斯·貝斯。
賽菲羅斯是《最終幻想VII》裡大型企業神羅公司的軍事研究成果，當他還是胎兒時就被注入了來自外星生命傑諾瓦的细胞。擁有極其強大的力量，在世上有著英雄一般的傳說。在發現自己的出身後，賽菲羅斯決定要隨著他自認的命運，依循傑諾瓦的意志控制星球。關於賽菲羅斯的性格及背景，在「最終幻想VII補完計劃」中有更進一步的揭露。此外，他曾在《王國之心》系列作為Boss登場。

## 人物

在《最终幻想VII》中的賽菲羅斯，藝術概念來自野村哲也

賽菲羅斯是《最终幻想VII》故事裡主宰世界的企業「神羅集團」的私設精英部隊「神羅戰士」（SOLDIER）一員，他所屬的是三個階級中最高級的「1st Class」，亦是「1st Class」中被評價為最強的人，有「英雄」之稱。
特徵是留著銀白色的長髮（神羅戰士時代雙側近耳的頭髮較短），青藍色雙眼，稍尖的瞳孔，穿著全黑色的排扣大衣和銀色的肩甲，胸口有黑色的十字型束帶的戴有手套（《紛爭》中有腰帶，手套連有飾物，肩甲造型也不同），其身材高壯男子。左撇子，其魔法高超外基本戰鬥力亦十分優秀。使用武器為「正宗」，代表的戰鬥的姿勢為雙手持刀向敵人緩緩前進（平時只用單手，此外還有將刀反握的習慣），在抓緊攻擊時機時斬擊的速度會使對手難以招架。
性格冷靜、勇敢、擁有強大的意志及責任感，感到自己的一切能力都比別人強，不討厭困難的任務，會率先把敵人殲滅，另一方面，遇上比自己弱的敵人會交由同伴對付，不會單獨完成任務，甚有人情味的人。但尼福爾海姆事件後變成反派，攻擊性強，純粹享受戰鬥的樂趣。此外在《核心危機》中甚至還有粉絲俱樂部「尊爵」，玩家若想加入則必須回答關於賽菲羅斯的問題（如賽菲羅斯的劍名稱為何、技能是哪一個、慣用手），玩家選對正確選項就可獲得加入資格。
因為「英雄」的身份而受到大眾歡迎，成為一些少年憧憬的對象。少年時的克勞德·史特萊夫與札克斯·菲爾就是以他為目標加入神羅成為「神羅戰士」的一員。在《核心危機 -最終幻想VII-》中透露和新增角色安吉爾·休雷（アンジール・ヒューレー）、傑尼希斯·拉普索道斯（ジェネシス・ラプソードス）是好友，但因擁有高高在上的實力和地位使得同級的傑尼希斯對他抱有競爭的敵意，雙方還曾在神羅的模擬戰鬥室中對決，但因過度激烈而被安吉爾阻止。
因為賈斯特博士誤以為傑諾瓦為古代種生物，把2000年前發現的傑諾瓦的細胞注入還是胎兒的賽菲羅斯裡，製造人工古代種，實際上賽菲羅斯並非古代種。父親是繼承賈斯特博士的「傑諾瓦計劃」的寶條，而母親就是賈斯特博士的助手露克麗西亞。

### 武器
賽菲羅斯的專屬武器「正宗（Masamune）」是一把比身高還要長的超長武士刀，其銳度相當驚人，可施展攻擊範圍很廣的斬擊，連巨大的建築物都能輕易斬斷。劇中賽菲羅斯能僅靠單手就將它揮舞自如，以自己迅速的攻擊模式彌補了刀身過長而有空隙的弱點。此外和《最终幻想X》中的角色亞龍所使用的同名刀是不同的。

## 登場

### 最終幻想VII
賽菲羅斯是《FFVII》的主要反派，初登場時暗殺了神羅總裁。據在遊戲過程中的透露，賽菲羅斯曾是戰士中最強大的成員、神羅精銳軍隊長、神羅對抗五臺戰爭中的英勇老將。然而在戰爭以後，賽菲羅斯被派往尼福爾海姆執行任務，在那裡他發現他是一個由外星生命形式傑諾瓦結合人類胎兒組織的生物實驗。他考慮到他的「母親」，學了傑諾瓦，賽菲羅斯決定跟隨著母親的腳步，企圖將2000年以前星球的控制權奪回，成為統治星球的一個神。他燒毀整個村莊，殺害許多人，在反應爐中殺了蒂法的父親，重傷前來阻止的蒂法、札克斯和克勞德，但最後被憤怒的克勞德以怪力連人帶刀丟到魔晄爐底，當時咸認賽菲羅斯已死。然而，幾年後，賽菲羅斯再次現身，決心繼續他的使命。當艾莉絲·蓋恩茲博羅在忘卻之都祭壇成功召喚白魔法的瞬間，賽菲羅斯從天井躍下並持刀殺害對方，令艾莉絲體內的魔晶石墜入神壇附近的水池裡。後來在他降下隕石意圖摧毀星球之際，由於艾莉絲的精神體動用生命之流的能量，加上白魔法的作用，使得賽菲羅斯毀滅人類的計劃以失敗告終。後來里維向艾莉絲的養母艾米娜帶來了「艾莉絲被殺害」的消息，當聽到這個消息時她徹底絕望了。
他的計劃是基於自己成為神的信念，企圖控制和星球一體的生命之流。為了做到這一點，他必須召喚來自外太空地隕石，災難性地破壞星球。生命之流就會流出治癒其損傷，而賽菲羅斯就會趁機和外露的生命之流結合。儘管在整個遊戲中出現很多次，但實際上他的身體實際上是被封於北方大空洞，且克勞德一行人在那也看見了他的傑諾瓦型態。在遊戲的最終戰役，賽菲羅斯變化成兩種形態「再生·賽菲羅斯（Bizarro Sephiroth）」和「撒弗·賽菲羅斯（Safer Sephiroth）」。在賽菲羅斯戰敗後，又出現在克勞德的心中試圖欺騙他，但再次被擊敗。

### 最終幻想VII補完計畫
他還客串亮相在《FFVII》的前傳《危機之前 -最終幻想VII-》，其中包括了幫助神羅對抗雪崩組織。而尼福爾海姆事件也收錄在遊戲中。在OVA《最终命令 -最终幻想VII-》也描繪了尼福爾海姆事件。賽菲羅斯也出現在《最終幻想VII：降臨之子》，是一部設置在《FFVII》兩年後的CG電影。於劇情接近尾端時賽菲羅斯被卡達裘一行人成功轉生而出，並和克勞德展開決戰，但被對方的「超究武神霸斬」打敗而消失。失敗後變回了卡達裘的身體。賽菲羅斯在小說《通往微笑之路》中的「Case of the Lifestream — Black and White」亦有提及，故事敘述通過生命之流的賽菲羅斯和艾莉絲，因為賽菲羅斯創出的「星痕症候群」，使人們陷入了感染。
他在《FFVII》的前傳遊戲《核心危機 -最終幻想VII-》是作為主要人物之一，其中他和主角札克斯·菲爾尋找兩名失踪士兵傑尼希斯·拉普索道斯和安吉爾·休雷因後期安吉爾的死亡使得賽菲羅斯變成札克斯經常一同任務的夥伴。但在一次執行尼福爾海姆的任務時得知一切的賽菲羅斯由善良的英雄，變成懷有憎恨之心、發誓要降下隕石毀滅人類的惡魔，有著極端的變化（和反叛的傑尼希斯有些許關係）。其後在尼福爾海姆發狂、放火及屠村，還重創札克斯（其中賽菲羅斯有作為一個Boss和主角戰鬥）、克勞德和當時作為嚮導的蒂法·洛克哈特三人，後被不服輸的克勞德抓劍舉起，帶著傑諾瓦的頭墮入「應許之地」，從此失蹤（未死）。在尼福爾海姆事件後正式成為克勞德的宿敵。製作人北瀨佳範很高興賽菲羅斯這個角色在《核心危機》中覺得被賦予了「更人性化的一面」。

### 其他出現
他首次出現在《FFVII》之外的作品是格鬥遊戲《鬥魂》中的可選人物。經過重新設計的賽菲羅斯也出現在北美和歐洲版本的《王國之心》作為奧林匹斯競技場的可選Boss角色。蘭斯·貝斯表示賽菲羅斯在本遊戲之後，配音員被替換成喬治·紐伯恩。在日本重新發行的遊戲《FINAL MIX》，額外添加了賽菲羅斯和克勞德的戰鬥場景，雖然戰鬥沒有結果。賽菲羅斯並沒有在續作《王國之心 記憶之鍊》當中。作為導演的野村哲也無法給他與克勞德在故事中的情節，而且如果賽菲羅斯在故事中沒有明顯的作用，他擔心粉絲們會有負面的反應。他在《王國之心II》中是個可選擇的魔王，他首先對上了索拉，再來是克勞德。當他對上了克勞德時且突然消失了，索拉認為他們到別的地方繼續他們的戰鬥。野村表示，賽菲羅斯在遊戲中代表了克勞德黑暗的一面，相較之下蒂法則代表了他的光明面。雖然賽菲羅斯沒有出現在前傳《王國之心 夢中降生》，但當中的札克斯·菲爾卻立志要成為英雄。工作人員這樣表示，但不知道他們是否會將他描繪成一個黑暗般的幸福。賽菲羅斯的第四個亮相是《富豪街》，在當中他作為是可解開使用的人物。
賽菲羅斯還在《最終幻想 紛爭》中作為代表《FFVII》的反派，當中還採用了「撒弗·賽菲羅斯」的模樣。在遊戲中他和克勞德的戰鬥是取於《FFVII》和《降臨之子》的戰役。後來他也出現在續作《最終幻想 紛爭012》。遊戲中還包括了《FFVII》的變化和《王國之心》的模樣。他還在節奏遊戲《最終幻想 節奏劇場》作為一個《FFVII》中的可解開人物。他也出現在益智遊戲《小小大星球》和其續作《小小大星球2》作為角色模型，Media Molecule的亞歷克斯·艾文斯（Alex Evans）感到「榮幸」賽菲羅斯被允許出現在這遊戲中。
賽菲羅斯也作為可操作角色之一出現於《任天堂明星大亂鬥 特別版》。

## 概念和創作
萨菲羅斯的設計來自《FFVII》的角色設計師野村哲也。他的名字是取自於卡巴拉，萨菲羅斯代表了生命之樹的10屬性。從發展的最初階段就已經有了這個角色，遊戲的劇情將整個都是克勞德在追尋賽菲羅斯，他永遠是遊戲的主要反派。野村希望賽菲羅斯在遊戲初期就登場，並且讓主角與他在劇情上有所互動，因此玩家不會到遊戲最後一刻才與最終Boss見面。賽菲羅斯最初的構想是作為艾莉絲的兄弟姊妹，這點可從他們相似的髮型看出端倪。但是，後來改為與艾莉絲是過去式的感情，而後此角色再次被更改為札克斯，使賽菲羅斯與艾莉絲的過往感情被取消。在遊戲的早期設定上，賽菲羅斯的個性是野蠻、殘忍，具有強烈的意志和冷靜的自我。並且因浸泡在高濃度的魔晄能量，使得他呈現意識半清醒的狀態。。賽菲羅斯還有個目的是在於操縱克勞德，使其能執行賽菲羅斯自身的意志，但這方面在故事的後來被放棄了。另一個被移除的情節，是當第一次在北方大空洞看見賽菲羅斯的身體是為女性。
賽菲羅斯有著銀色長髮和藍綠色的貓般瞳孔，黑色外套戴有金屬的肩甲。作為「撒弗·賽菲羅斯」出現在最終決戰時，已有著一支黑翼在他的背上，並引用主題曲《片翼天使》。當《核心危機》發布時，工作人員表示羽翼呈黑色的原因是為了表明其邪惡。野村表示，在形象的設計上，是希望賽菲羅斯與主角克勞德有明顯的對比，而克勞德原本最初的設計是將他頭髮往後梳，沒有尖翹造型的黑髮（後此造型由札克斯套用）。賽菲羅斯所使用的武器「正宗」在歷代《最終幻想》之中屬於標誌性的武器，而在這裡被設計為一把極為細長的大太刀，作為賽菲羅斯在特種兵時期所使用的武器。現實中的「正宗」是以日本著名的鑄劍師正宗而得名，其刀在日本今天被視為國寶。野村在設計克勞德與賽菲羅斯時，是受到宮本武藏與佐佐木小次郎之間的傳奇對決所啟發。而賽菲羅斯在外觀的定位上，被定義為，有帥氣且優雅的意味。
導演北瀨佳範認為賽菲羅斯這個角色在《FFVII》當中的作用使遊戲變得如此受歡迎。野村表示賽菲羅斯「不能有任何人能代替在《FFVII》的終極反派」，並把他作為一個從上一代的敵人，相反，他的「傑尼希斯」跡象出現在《最終幻想VII 降臨之子》。
對於電影續集《降臨之子》，編劇野島一成認為，電影少了賽菲羅斯就會變得不太有趣。他在電影發展的早期階段中引入，但直到後來，正式決定如何讓他回來。野村原本打算讓他從一開始就出現，但他帶著工作人員花兩年時間發展自己的設計，他的整個電影存在的想法被廢棄，並決定，不讓他只在屏幕上顯示一短時間。賽菲羅斯在電影強調他的其他來世，如事實，他從來不眨眼或見於呼吸，他的聲音仍單調和冷靜。在影片中，工作人員表示，他的實力已經大大增加，給他「提升到一個新的水準」。 儘管，大家都會提到最初遇到的問題，野村表示，他們有他們自己的演員，讓森川智之試鏡這角色。森川奉命讓全工作人員配賽菲羅斯的台詞試試，好像他覺得優於在電影中所有其他人物。導演和配音森川同意讓賽菲羅斯的聲音聽起來平靜，他「不會」輸給克勞德。森川暗示，他在未來可能還會登場。

## 主題曲
在《FFVII》，賽菲羅斯的三部音樂是由系列作曲家植松伸夫編寫。主要主題是《被星球選中者》（星に選ばれし者，Those Chosen by the Planet），利用鐘聲、低鼓和深合唱，賽菲羅斯一出場就伴隨整個遊戲。在最後的戰役中，而玩家和他第一型態「再生·賽菲羅斯」的戰鬥時，則為《神之誕生》（神の誕生，Birth of a God）。其中最知名的作品是《片翼天使》（片翼の天使，One-Winged Angel），這是與賽菲羅斯的最終戰役中播放。在接受G4的《Game Makers》（原《Icons》）記者採訪時，植松透露，這片被設計成一個融合俄國作曲家和搖滾音樂家的音樂風格。以他的性格的歌曲圍繞，因為這是植松在寫時就想到的。兩官方翻唱已經完成這首歌。首先是發現了在《王國之心》中一個不同的編排，二是在《降臨之子》發現，發揮了整個他和克勞德的戰鬥，並採用了植松伸夫的樂隊花式前衛金屬的《黑魔導士》，以及管弦樂元素和新的歌詞。還有第四個版本名為《Vengeance on the World》於《核心危機》。

## 文化影響

### 商品
賽菲羅斯有著幾種基礎型的商品。其中包括萬代首次在日本於1997年發表的「Extra Knights」。另一種不同的模型隨《降臨之子》被釋放於《part of the Play Arts》的一部分。在2008年的聖地亞哥國際動漫展，Square Enix公司的經理說，這個角色是他們最暢銷的商品項目之一。隨著電影賽菲羅斯也被列入了一系列的宣傳素材中，主要包括海報之類的。KOTOBUKIYA在許多商品中也包含了該角色，如遊戲和電影中的樣子。Square Enix公司和可口可樂在日本的宣傳活動中，賽菲羅斯被繪製成一個Q版的模樣被亮相在了前兩卷的促銷集合。
和遊戲或影片沒有關聯的產品也已推出，如《Final Fantasy Trading Arts》Vol.1系列。此外還和克勞德一起在《Square Minimum Collection》中。賽菲羅斯也被發布了作為第2卷一個通常人物。根據他出現在《王國之心》發布的第二系列《Play Arts Kingdom Hearts》。有公司還生產了他的劍「正宗」，用不銹鋼的鋒利刀刃做成一把6尺長（1.8米）的武士刀。其他類型的商品包括收藏卡、鑰匙扣、打火機、電話卡和毛絨玩具。

### 評價
在最終幻想系列，並在所有的一般的電子遊戲等許多場合、許多遊戲雜誌都選擇賽菲羅斯是兩個最好的反派角色之一。GameSpy將他排在2001年的遊戲頂級惡棍名單的第八位，並評論在《FFVII》中要擊敗他是相當困難的。在2005年，賽菲羅斯在GameFAQs的與惡棍角色戰鬥中獲得優勝。IGN將他列於2006年的最難忘惡棍中的第二位，以及作為頂級電子遊戲反派的第四名。他先後被G4和《Filter》評為頭號反派。《PC World》把他放於2008年的任何時刻最狠毒的電子遊戲壞蛋名單的第二。同年，賽菲羅斯被IGN排在《FFVII》頂級人物的名單，戴維·史密斯稱他是「重量級冠軍」的《最終幻想》壞蛋，並稱讚他的外觀和背景故事。後他又在同一網站的《最終幻想》角色中名列前25名。在IGN的《最終幻想》讀者票選中，史密斯也寫了，賽菲羅斯排於第四位，並專注地解說他在遊戲中的情節。在GamesRadar的《最終幻想》反派，賽菲羅斯作為他們代表的首選，理由是開發他的動機和犯罪行為。 GamesRadar也把他放於2013電子遊戲歷史上最好的惡棍清單中的第六。
2007年，賽菲羅斯被提名於《電擊PlayStation》的任何時刻最好的14位角色中，獎項配在原始的PlayStation上。UGO Networks將賽菲羅斯放在2009年25個日式RPG人物中的榜首，稱他「在任何時刻一最具視覺衝擊力的反派」、且稱讚他和以往的《最終幻想》惡棍有所不同。在2010年，《Fami通》讀者票選賽菲羅斯成為21個最流行的電子遊戲角色。雖然他們都較喜歡克勞德，但賽菲羅斯也和克勞德一樣在ScrewAttack的「最酷」人物名單的頂部上。在2011年的《金氏世界紀錄玩家版》中，他被評選為有史以來第32個最好的電子遊戲角色。2011年，《帝國雜誌》將他排在13個最偉大的電子遊戲角色，稱他「簡直是太酷了」，並加了一句「克勞德可能是英雄，但真正《FFVII》的明星就為賽菲羅斯這個瀟灑的反派莫屬了」。2012年，《Complex》把他列為第35個「最酷」的電子遊戲反派，以及第七屆「最邪惡」的電子遊戲角色、2013年《最終幻想》時時刻刻最偉大的角色第三名。

## 另見
- 最终幻想VII系列角色列表

## 外部連結
- Sephiroth - Final Fantasy Wiki （页面存档备份，存于）
- 最終幻想VII 重製版 賽菲羅斯角色介紹 （页面存档备份，存于）